# 이영표 (1917년)
이영표(李永杓, 1917년 3월 14일~1984년 9월 28일)는 대한민국 정치인으로, 제4공화국에서 제9대 국회의원을 역임하였다.

## 학력
- 단국대학교 졸업

## 약력
- 조선비료공업주식회사 회장
- 경북농약공업주식회사 회장
- 한국한지협동조합연합회 회장
- 대왕제분주식회사 대표이사
- 미농무성 초청 한국식량사절 단장
- 국회 무소속의원회 회장

## 역대 선거 결과
|  | 12.65% |

|  | 12.46% |

|  | 15.59% |